# Platyarthrus acropyga
Platyarthrus acropyga là một loài chân đều trong họ Platyarthridae. Loài này được Chopra miêu tả khoa học năm 1924.